# Transzkoreai vasútvonal

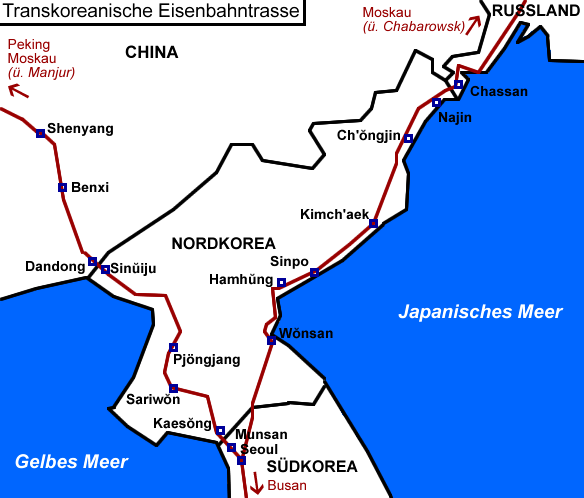
Tervezett transzkoreai kapcsolatok

A transzkoreai vasútvonal egy 930 km hosszú tervezett vasútvonal Észak-Koreában, amely lehetővé tenné, hogy a Dél-Koreából jelenleg hajón Európába és a FÁK-országokba szállított áru egy részét a transzszibériai vasútvonalon szállítsák, jelentősen csökkentve a szállítási időt. Az RZSD a projekt próbájának tekinti a Haszan–Radzsin (Raszon) kapcsolat újjáépítését, amelyre a transzszibériai vasútvonal fejlesztése keretében kerülne sor.

## Előkészítés
2001-ben Vlagyimir Putyin orosz elnök és Kim Dzsongil észak-koreai vezető megállapodott a vasúti kapcsolat újjáélesztéséről, szeptemberben pedig az RZSD irodát nyitott Phenjanban a tárgyalások koordinálására. 2008. április 24-én az észak-koreai vasútügyi miniszter és Vlagyimir Jakunyin, az RZSD elnöke Moszkvában aláírták azt a megállapodást, ami elhárította az akadályokat az 54 km hosszú Haszan–Radzsin-vasútvonal újjáépítése elől. Ez az észak-koreai város kikötőjét és az ott létesítendő konténerterminált kötné össze az orosz vasúthálózattal. Az RZSD Trading és a Radzsini kikötő vegyes vállalatot hozott létre az infrastruktúra kiépítésére és üzemeltetésre, melyben az orosz fél 70%-os részesedéssel rendelkezik.